# رتق الاثنا عشر

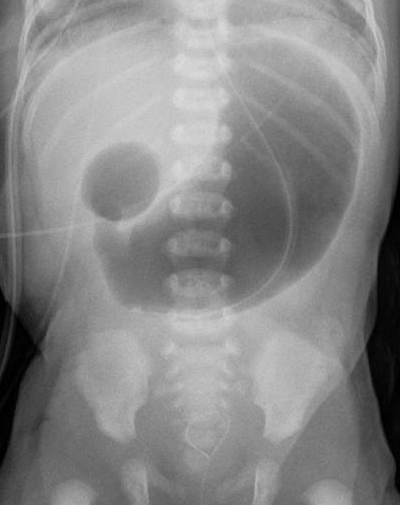
رتق الاثنا عشر بالأشعة السينية

رتق الاثنا عشر هو عيب خلقي نادر في القناة الهضمية، عبارة عن انسداد كامل لجزء من الاثنا عشر.

## السبب
أغلب الحالات تحدث بلا سبب معروف وتكون متفرقة (غير منتمية لعائلة واحدة)، وهناك نظريتان تفسران سبب العيب:
- عيب في الأوعية الدموية في الجنين يقلل الإمداد الدموي للجزء المصاب.
- فرط نمو الخلايا في الاثنا عشر يسبب انسداد القناة خلال الأسبوع السادس أو السابع من عمر الجنين.

وحالات قليلة فقط هي التي تحدث نتيجة وراثة جسدية متنحية.

## الانتشار
عيب نادر يحدث في واحد من كل 7500-40000 مولود حي، وفي فنلندا تصل النسبة إلى واحد من كل 3400 ولادة حية، والنسب متساوية بين الإناث والذكور.

## الأعراض والعلامات
- تقيؤ: يحدث مبكراً وبكميات كبيرة تكون خضراء اللون؛ لاحتوائها على الصفراء، ويستمر رغم عدم إطعام المولود لمدة ساعات.
- انقطاع للبول بعد إفراغ بسيط.
- بعد خروج كمية قليلة من العقي تنعدم حركة الأمعاء.
- استسقاء سلوي أثناء الحمل بسبب عدم قدرة الجنين على بلع السائل السلوي وامتصاصه من القناة الهضمية.[2][3]

### عيوب مصاحبة
من الشائع وجودهها، كمتلازمة فاكترل أو غيرها، مثل:
- متلازمة داون: 30% من حالات رتق الاثنا عشر تعاني من متلازمة داون، و 3% من المصابين بالمتلازمة يعانون من رتق الاثنا عشر.
- عيوب في الفقرات
- رتق الشرج
- عيوب خلقية في القلب والأوعية
- ناسور بين القصبة الهوائية والمريء
- رتق المريء
- عيوب في الكلى
- عيوب في الأطراف
- البنكرياس الحلقي
- انسداد معوي (الصائم أو اللفائفي أو الأمعاء الغليظة).[4]

## التشخيص

### تحاليل معملية

#### تحليل الكهارل (الأملاح)
إذا تم التشخيص مبكراً يكون مستوى السوائل والكهارل طبيعياً، أما في حالة تأخره يحدث قلاء أيضي وانخفاض مستوى البوتاسيوم والكلور وبيلة حمضية تناقضية بسبب التقيؤ المستمر.

#### تحليل البول
الكثافة النوعية للبول مؤشر لحالة السوائل في الجسم.

#### تحليل الصبغيات
لتشخيص متلازمة داون إن وجدت.

### الأشعة

#### الأشعة السينية
علامة الفقاعة المزدوجة، حيث تكون المعدة والاثنا عشر متمددان بالغاز وبينهما الجزء المسدود من الاثنا عشر.

#### التصوير بالموجات فوق الصوتية
قد يظهر تمدد المعدة والاثنا عشر، وفي حالة إجراءها أثناء الحمل، قد يظهر العيب في منتصف أو نهاية الثلث الثاني من الحمل، وقد تظهر أيضاً الاستسقاء السلوي.

## العلاج
كلما كان التشخيص والعلاج مبكراً كلما كانت النتيجة أفضل

### التغذية بالحقن
عن طريق الوريد أو المعدة مباشرةً لكن ليس عبر الفم لفترة معينة.

### الجراحة
- مفاغرة معدية صائمية: يتم توصيل المعدة بالصائم.
- مفاغرة اثنا عشرية صائمية: بين الاثنا عشر والصائم.
- مفاغرة اثنا عشرية اثنا عشرية: يتم توصيل جزء من الاثنا عشر بآخر مع تخطي الجزء المصاب (المسدود).[1]

## توقع سير المرض
التوقع عادةً جيد جداً على الرغم من أن حدوث المضاعفات أمر شائع إذا وجدت عيوب خلقية خطيرة، تحدث المضاعفات المتأخرة ل 12% من المرضى، ومعدل الوفيات بسبب هذه المضاعفات 6%